# University of Minnesota Women's Volleyball 2013
Questa voce raccoglie le informazioni riguardanti la University of Minnesota Women's Volleyball nella stagione 2013.

## Stagione
La stagione 2013 è la seconda alla guida del programma per Hugh McCutcheon, ancora una volta affiancato da Laura Bush; Erich Hinterstocker prende il posto dell'ex pallavolista Christopher Tamas nel ruolo di assistente allenatore, mentre Jimmy Lundgren prende il posto di Dave Ganser come assistente allenatore.
La rosa della squadra cambia nove nuove giocatrici, due cui tre provenienti da altre università, chiamate a rimpiazzare le cinque giocatrici partenti, tra le quali spicca il nome di Katherine Harms, diventata professionista nella Serie A1 italiana con l'AGIL.
La stagione inizia il 30 agosto e vede ben otto vittorie consecutive. La prima sconfitta arriva al nono incontro, in casa della Kentucky. Seguono altri sei successi, fino alla sconfitta in casa della Nebraska. Dopo il successivo esterno contro la Iowa, nell'incontro successivo le Golden Gophers perdono in casa della Penn State. Dopo altri tre successi consecutivi il programma cede in casa delle Badgers della Wisconsin. Le ultime undici partite sono caratterizzate da nove successi e due sconfitte le uniche interne, nuovamente contro le Cornhuskers e le Nittany Lions.
Con un totale di 27 vittorie e 6 sconfitte le Golden Gophers si qualificano alla post-season come testa di serie numero 10. La University of Minnesota è una degli host dei primi due round della post-season: le Golden Gophers sfruttano pienamente il fattore casa, battendo facilmente la Radford e superando in cinque set la Colorado. Nelle semifinali regionali di Berkeley però terminano la propria stagione, perdendo contro la Stanford, testa di serie numero 7.
Tra le giocatrici si distinguono particolarmente TeTori Dixon, Ashley Wittman, Adrianna Nora, insignite di diversi riconoscimenti individuali, mentre il coach Hugh McCutcheon viene premiato come AVCA All-North Region Coach of the Year.

## Organigramma societario
Area direttiva
- Presidente: Joel Maturi
- Direttore delle operazioni: Nao Ikeda

Area tecnica
- Allenatore: Hugh McCutcheon
- Allenatore associato: Laura Bush
- Assistente allenatore: Erich Hinterstocker
- Assistente allenatore volontario: Jimmy Lundgren

## Rosa
| N° | Nome              | Ruolo | Data di nascita   | Nazionalità sportiva | Anno      |
| -- | ----------------- | ----- | ----------------- | -------------------- | --------- |
| 1  | Daly Santana      | S     | 19 febbraio 1995  | Porto Rico           | Sophomore |
| 2  | Karlie Hauer      | S     | 2 aprile 1994     | Stati Uniti          | Sophomore |
| 3  | Katie Schau       | P     | 1º febbraio 1995  | Stati Uniti          | Freshman  |
| 4  | Paige Tapp        | C     | 21 giugno 1995    | Stati Uniti          | Freshman  |
| 5  | Kalysta White     | L     | 23 settembre 1994 | Stati Uniti          | Sophomore |
| 6  | TeTori Dixon      | C     | 4 agosto 1992     | Stati Uniti          | Senior    |
| 7  | Hannah Tapp       | C     | 21 giugno 1995    | Stati Uniti          | Freshman  |
| 8  | Sarah Wilhite     | S     | 30 luglio 1995    | Stati Uniti          | Freshman  |
| 9  | Karyn Israel      | P     | 22 dicembre 1993  | Stati Uniti          | Sophomore |
| 10 | Kalei Mau         | S     | 3 ottobre 1995    | Stati Uniti          | Freshman  |
| 11 | Lindsey Lawmaster | L     | 20 aprile 1994    | Stati Uniti          | Sophomore |
| 12 | Morgan Bohl       | S     | 23 giugno 1993    | Stati Uniti          | Junior    |
| 13 | Ashley Wittman    | S     | 13 maggio 1992    | Stati Uniti          | Senior    |
| 14 | Brittany Jack     | L     | 21 maggio 1994    | Australia            | Freshman  |
| 16 | Adrianna Nora     | O     | 2 gennaio 1993    | Stati Uniti          | Junior    |
| 18 | Clelia De Felice  | C     | 8 maggio 1993     | Italia               | Sophomore |
| 20 | Sydney Howard     | P     | 13 gennaio 1993   | Stati Uniti          | Sophomore |
| 21 | Alexandra Palmer  | P     | 9 aprile 1991     | Stati Uniti          | Senior    |

## Mercato
| Acquisti | Acquisti         | Acquisti           | Acquisti   |
| R.       | Nome             | da                 | Modalità   |
| -------- | ---------------- | ------------------ | ---------- |
| C        | Katie Schau      | Gull Lake HS       | definitivo |
| P        | Paige Tapp       | Stewartville HS    | definitivo |
| C        | Hannah Tapp      | Stewartville HS    | definitivo |
| S        | Sarah Wilhite    | Eden Prairie HS    | definitivo |
| S        | Kalei Mau        | Saint Francis HS   | definitivo |
| L        | Brittany Jack    | Bridgeway Academy  | definitivo |
| O        | Adrianna Nora    | Baylor             | definitivo |
| C        | Clelia De Felice | Oregon             | definitivo |
| P        | Sydney Howard    | South Dakota State | definitivo |

| Cessioni | Cessioni        | Cessioni | Cessioni   |
| R.       | Nome            | a        | Modalità   |
| -------- | --------------- | -------- | ---------- |
| C        | Dana Knudsen    | Murcia   | definitivo |
| S/C      | Brianna Haugen  | -        | ritirata   |
| P        | Mia Tabberson   | -        | ritirata   |
| O        | Katherine Harms | AGIL     | definitivo |
| S        | Kara Lindstedt  | -        | ritirata   |

## Risultati

### Big Ten Conference

#### Regular season
| 30 agosto 2013 Barton Arena, Birmingham             | Jacksonville State | 0 - 3 | Minnesota        | 8-25, 15-25, 16-25                |
| 30 agosto 2013 Bartow Arena, Birmingham             | Alabama Birmingham | 0 - 3 | Minnesota        | 19-25, 14-25, 17-25               |
| 31 agosto 2013 Bartow Arena, Birmingham             | Georgia State      | 0 - 3 | Minnesota        | 18-25, 12-25, 21-25               |
| 31 agosto 2013 Bartow Arena, Birmingham             | Samford            | 0 - 3 | Minnesota        | 17-25, 14-25, 14-25               |
| 6 settembre 2013 Sports Pavilion, Minneapolis       | Minnesota          | 3 - 0 | Ball State       | 25-18, 25-17, 25-12               |
| 7 settembre 2013 Sports Pavilion, Minneapolis       | Minnesota          | 3 - 0 | Western Illinois | 25-17, 25-17, 25-19               |
| 6 settembre 2013 Sports Pavilion, Minneapolis       | Minnesota          | 3 - 0 | Duke             | 25-19, 25-16, 25-17               |
| 13 settembre 2013 Memorial Coliseum, Lexington      | Louisville         | 0 - 3 | Minnesota        | 16-25, 18-25, 15-25               |
| 14 settembre 2013 Memorial Coliseum, Lexington      | Kentucky           | 3 - 2 | Minnesota        | 25-18, 22-25, 25-19, 23-25, 15-8  |
| 20 settembre 2013 Leede Arena, Hanover              | Rhode Island       | 0 - 3 | Minnesota        | 21-25, 15-25, 10-25               |
| 20 settembre 2013 Leede Arena, Hanover              | New Hampshire      | 0 - 3 | Minnesota        | 12-25, 12-25, 13-25               |
| 21 settembre 2013 Leede Arena, Hanover              | Connecticut        | 1 - 3 | Minnesota        | 23-25, 19-25, 25-16, 21-25        |
| 21 settembre 2013 Leede Arena, Hanover              | Dartmouth          | 0 - 3 | Minnesota        | 20-25, 23-25, 20-25               |
| 25 settembre 2013 Sports Pavilion, Minneapolis      | Minnesota          | 3 - 0 | Indiana          | 25-14, 25-15, 25-18               |
| 29 settembre 2013 Sports Pavilion, Minneapolis      | Minnesota          | 3 - 0 | Purdue           | 25-22, 25-21, 25-19               |
| 4 ottobre 2013 Devaney Center, Lincoln              | Nebraska           | 3 - 0 | Minnesota        | 25-22, 25-19, 25-19               |
| 5 ottobre 2013 Carver-Hawkeye Arena, Iowa City      | Iowa               | 2 - 3 | Minnesota        | 25-20, 25-23, 17-25, 17-25, 11-15 |
| 9 ottobre 2013 Recreation Building, University Park | Penn State         | 3 - 2 | Minnesota        | 25-19, 23-25, 25-21, 22-25, 15-11 |
| 12 ottobre 2013 St. John Arena, Columbus            | Ohio State         | 0 - 3 | Minnesota        | 16-25, 17-25, 19-25               |
| 17 ottobre 2013 Sports Pavilion, Minneapolis        | Minnesota          | 3 - 2 | Michigan State   | 23-25, 25-21, 24-26, 25-22, 15-7  |
| 19 ottobre 2013 Sports Pavilion, Minneapolis        | Minnesota          | 3 - 1 | Michigan         | 15-25, 25-20, 25-22, 25-23        |
| 23 ottobre 2013 UW Field House, Madison             | Wisconsin          | 3 - 1 | Minnesota        | 18-25, 25-21, 25-20, 25-20        |
| 27 ottobre 2013 Sports Pavilion, Minneapolis        | Minnesota          | 3 - 1 | Northwestern     | 25-16, 25-17, 22-25, 25-22        |
| 1º novembre 2013 Holloway Gymnasium, West Lafayette | Purdue             | 2 - 3 | Minnesota        | 25-17, 18-25, 23-25, 25-21, 10-15 |
| 2 novembre 2013 University Gymnasium, Bloomington   | Indiana            | 0 - 3 | Minnesota        | 18-25, 19-25, 12-25               |
| 8 novembre 2013 Sports Pavilion, Minneapolis        | Minnesota          | 3 - 0 | Iowa             | 25-21, 25-18, 25-20               |
| 10 novembre Sports Pavilion, Minneapolis            | Minnesota          | 2 - 3 | Nebraska         | 22-25, 25-15, 25-27, 25-15, 11-15 |
| 15 novembre 2013 Sports Pavilion, Minneapolis       | Minnesota          | 3 - 0 | Ohio State       | 25-19, 25-19, 25-15               |
| 16 novembre 2013 Sports Pavilion, Minneapolis       | Minnesota          | 0 - 3 | Penn State       | 20-25, 17-25, 23-25               |
| 22 novembre 2013 Cliff Keen Arena, Ann Arbor        | Michigan           | 0 - 3 | Minnesota        | 18-25, 23-25, 19-25               |
| 23 novembre 2013 Jenison Field House, East Lansing  | Michigan State     | 1 - 3 | Minnesota        | 23-25, 19-25, 25-18, 25-27        |
| 27 novembre 2013 Sports Pavilion, Minneapolis       | Minnesota          | 3 - 1 | Wisconsin        | 24-26, 25-14, 25-18, 25-23        |
| 30 novembre 2013 Huff Hall, Champaign               | Illinois           | 0 - 3 | Minnesota        | 10-25, 19-25, 25-27               |

### NCAA Division I

#### Fase regionale
| 6 dicembre 2013 - Primo turno Sports Pavilion, Minneapolis    | Minnesota | 3 - 0 | Radford   | 25-11, 25-19, 25-8               |
| 7 dicembre 2013 - Secondo turno Sports Pavilion, Minneapolis  | Minnesota | 3 - 2 | Colorado  | 25-20, 25-18, 17-25, 21-25, 15-9 |
| 13 dicembre 2013 - Sweet Sixteen Memorial Coliseum, Lexington | Stanford  | 3 - 0 | Minnesota | 28-26, 25-23, 25-22              |

## Statistiche

### Statistiche di squadra
| Competizione                       | Punti | In casa | In casa | In casa | In trasferta | In trasferta | In trasferta | Campo neutro | Campo neutro | Campo neutro | Totale | Totale | Totale |
| Competizione                       | Punti | G       | V       | P       | G            | V            | P            | G            | V            | P            | G      | V      | P      |
| ---------------------------------- | ----- | ------- | ------- | ------- | ------------ | ------------ | ------------ | ------------ | ------------ | ------------ | ------ | ------ | ------ |
| Big Ten Conference NCAA Division I | .805  | 15      | 13      | 2       | 14           | 10           | 4            | 7            | 6            | 1            | 36     | 29     | 7      |
| Totale                             | .805  | 15      | 13      | 2       | 14           | 10           | 4            | 7            | 6            | 1            | 36     | 29     | 7      |

G = partite giocate; V = partite vinte; P = partite perse

### Statistiche dei giocatori
| Giocatrice   | Big Ten Conference NCAA Division I | Big Ten Conference NCAA Division I | Big Ten Conference NCAA Division I | Big Ten Conference NCAA Division I | Big Ten Conference NCAA Division I | Totale | Totale | Totale | Totale | Totale |
| Giocatrice   | P                                  | PT                                 | AV                                 | MV                                 | BV                                 | P      | PT     | AV     | MV     | BV     |
| ------------ | ---------------------------------- | ---------------------------------- | ---------------------------------- | ---------------------------------- | ---------------------------------- | ------ | ------ | ------ | ------ | ------ |
| M. Bohl      | 19                                 | 1                                  | 0                                  | 0                                  | 1                                  | 19     | 1      | 0      | 0      | 1      |
| C. De Felice | 5                                  | 6                                  | 1                                  | 3                                  | 2                                  | 5      | 6      | 1      | 3      | 2      |
| T. Dixon     | 35                                 | 570.5                              | 457                                | 86.5                               | 27                                 | 35     | 570.5  | 457    | 86.5   | 27     |
| K. Hauer     | 20                                 | 98                                 | 69                                 | 24                                 | 5                                  | 20     | 98     | 69     | 24     | 5      |
| S. Howard    | 26                                 | 24                                 | 5                                  | 19                                 | 0                                  | 26     | 24     | 5      | 19     | 0      |
| K. Israel    | -                                  | -                                  | -                                  | -                                  | -                                  | -      | -      | -      | -      | -      |
| B. Jack      | -                                  | -                                  | -                                  | -                                  | -                                  | -      | -      | -      | -      | -      |
| L. Lawmaster | 33                                 | 21                                 | 1                                  | 0                                  | 20                                 | 33     | 21     | 1      | 0      | 20     |
| K. Mau       | 2                                  | 4.5                                | 4                                  | 0.5                                | 0                                  | 2      | 4.5    | 4      | 0.5    | 0      |
| A. Nora      | 31                                 | 254.5                              | 218                                | 35.5                               | 1                                  | 31     | 254.5  | 218    | 35.5   | 1      |
| A. Palmer    | 36                                 | 38                                 | 15                                 | 6                                  | 17                                 | 36     | 38     | 15     | 6      | 17     |
| D. Santana   | 34                                 | 421                                | 334                                | 36                                 | 51                                 | 34     | 421    | 334    | 36     | 51     |
| K. Schau     | 18                                 | 19                                 | 8                                  | 5                                  | 6                                  | 18     | 19     | 8      | 5      | 6      |
| H. Tapp      | 35                                 | 201.5                              | 122                                | 79.5                               | 0                                  | 35     | 201.5  | 122    | 79.5   | 0      |
| P. Tapp      | 13                                 | 17                                 | 6                                  | 9                                  | 2                                  | 13     | 17     | 6      | 9      | 2      |
| K. White     | 8                                  | 1                                  | 0                                  | 0                                  | 1                                  | 8      | 1      | 0      | 0      | 1      |
| S. Wilhite   | 23                                 | 114                                | 88                                 | 16                                 | 10                                 | 23     | 114    | 88     | 16     | 10     |
| A. Wittman   | 35                                 | 477                                | 423                                | 45                                 | 9                                  | 35     | 477    | 423    | 45     | 9      |

P = presenze; PT = punti totali; AV = attacchi vincenti; MV = muri vincenti; BV = battute vincenti

NB: I muri singoli valgono una unità di punto, mentre i muri doppi e tripli valgono mezza unità di punto; anche i giocatori nel ruolo di libero sono impegnati al servizio